# Rudolf Lipschitz
Rudolf Otto Sigismund Lipschitz (Königsberg, Prússia, 14 de maig de 1832 - Bonn, Imperi Alemany, 7 d'octubre de 1903) va ser un matemàtic alemany que va establir la condició de Lipschitz, una desigualtat que garanteix la solució única de determinades equacions diferencials.

## Vida i Obra
Fill d'un ric terratinent jueu, Lipschitz va rebre una bona educació. Als quinze anys ja havia ingressat a la universitat de Königsberg, però va acabar els seus estudis a la de Berlín, on es doctorà el 1853 sota la direcció de Dirichlet i Martin Ohm. El 1857 va obtenir l'habilitació a Berlín i el mateix any es va casar.
Després d'uns anys de professor adjunt a Berlín, va ser nomenat professor titular a Breslau, on només hi va estar dos anys, de 1862 a 1864. A partir d'aquesta última data va ser professor titular de la universitat de Bonn, de la que va ser el primer professor jueu, ocupant la càtedra de matemàtiques des de 1869 fins a 1903.
Els seus camps de recerca principals van ser l'anàlisi matemàtica, la geometria diferencial i la física matemàtica, tot i que també va estudiar en camps com la teoria de nombres i àlgebra lineal. Va publicar un centenar d'articles de recerca i un llibre de text, Grundlagen der Analysis (Fonaments de l'anàlisi) (1877), en el que es formalitzava per primera vegada a aquest nivell tota la visió weierstrassiana de les funcions.
A més dels seus treballs de recerca va ser un actiu administrador, fundant un seminari matemàtic, construint la biblioteca i implementant un tercera càtedra de matemàtiques a la que es va incorporar Hermann Minkowski. L'alumne més conegut de Lipschitz va ser Felix Klein.